# Proteuxoa concolor
Proteuxoa concolor là một loài bướm đêm trong họ Noctuidae.